# Nemertesia paradoxa
Nemertesia paradoxa är en nässeldjursart som beskrevs av Gustav Heinrich Kirchenpauer 1876. Nemertesia paradoxa ingår i släktet Nemertesia och familjen Plumulariidae. Inga underarter finns listade i Catalogue of Life.